# Cartonema trigonospermum
Cartonema trigonospermum är en himmelsblomsväxtart som beskrevs av Charles Baron Clarke. Cartonema trigonospermum ingår i släktet Cartonema och familjen himmelsblomsväxter. Inga underarter finns listade.